# Martin Atalla
Martin M. Atalla (Porto Said, 4 de agosto de 1924) - Atherton, 30 de dezembro de 2009) foi um engenheiro e empresário estadunidense nascido no Egito. Trabalhou no ramo de semicondutores e segurança da informação computacional.